# Luis Lima (Sänger)

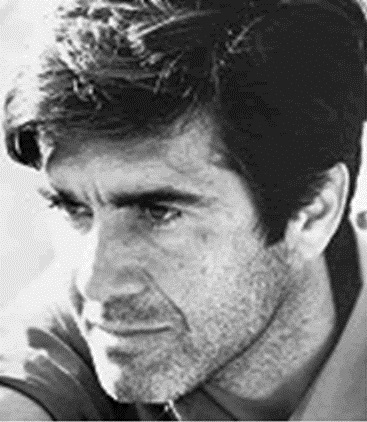
Luis Lima, 2016

Luis Lima (* 12. September 1948 in Córdoba) ist ein argentinischer Opernsänger mit der Stimmlage Tenor. Lima gehört zu den berühmtesten Tenören seiner Generation und der zweiten Hälfte des 20. Jahrhunderts. Zu seinen Lehrern zählten u. a. Carlos Guichandut, Gina Cigna und Gina Bechi.

## Leben
Sein Operndebüt gab er im Jahr 1974 am Teatro San Carlo in Lissabon als Turiddu in Cavalleria rusticana. 1977 debütierte er als Edgardo in Lucia di Lammermoor an der Mailänder Scala, 1978 präsentierte er sich als Alfredo in La traviata an der Metropolitan Opera in New York, an der er bis 2001 ständiger Gast war. 1981 debütierte er als Edgardo in Lucia di Lammermoor an der Seite Edita Gruberovás an der Wiener Staatsoper. Diesem Haus war er in besonderer Weise verbunden, dort sang er in über 160 Vorstellungen in über zwei Jahrzehnten fast alle Rollen seines Faches.
1992 wurde Lima für seine Leistungen an diesem Opernhaus mit dem Titel Österreichischer Kammersänger ausgezeichnet.
1984 erfolgte schließlich sein Debüt am Londoner Opernhaus Covent Garden, an dem er in der Folge oft auftrat, unter anderem in Luchino Viscontis Don Carlos-Inszenierung, die für die Nachwelt festgehalten wurde. Darüber hinaus ist Luis Lima an fast allen bedeutenden Opernbühnen der Welt aufgetreten.
Mit dem französischen Opernregisseur Jean-Pierre Ponnelle, dem Luis Lima besonders verbunden war, erarbeitete er viele Rollen, unter anderem den Don Josè in Carmen und den Turiddu in Cavalleria rusticana. Diese beiden Rollen und die Titelpartie in Verdis Don Carlos gehörten zu den Glanzrollen des Tenors. Luis Lima arbeitete mit fast allen bedeutenden Dirigenten seiner Generation zusammen, unter anderem mit Claudio Abbado, James Levine und Herbert von Karajan, unter dessen Leitung er u. a. bei den Salzburger Osterfestspielen 1988 den Cavaradossi in Puccinis Tosca sang.
Etliche der Auftritte Luis Limas wurden für die Nachwelt festgehalten, unter anderem 1985 sein Don Carlos und 1991 seine Carmen aus Covent Garden auf DVD, ebenso Jean-Pierre Ponnelles Così fan tutte-Film mit Teresa Stratas, Edita Gruberová und Ferruccio Furlanetto aus dem Jahr 1988. Viele seiner Liveauftritte wurden von Rundfunkanstalten aufgezeichnet und im Fernsehen gesendet, u. a. 1981 Mireille von Charles Gounod aus Genf, 1986 Carmen in der Regie von Lina Wertmüller aus dem Teatro San Carlo in Neapel und 2001 Cavalleria rusticana in der Produktion Jean-Pierre Ponnelles aus der Wiener Staatsoper an der Seite von Agnes Baltsa.